# Slađana Milenković
Slađana Milenković (ur. 26 listopada 1973  w Sremskiej Mitrovicy) – serbska pisarka.

## Życiorys
Ukończyła studia z literatury jugosłowiańskiej i języka serbsko-chorwackiego w Nowym Sadzie. Tam też obroniła pracę doktorską. Jest pracownikiem naukowym w Wyżej Szkole Studiów Zawodowych Sirmium w Sremskiej Mitrovicy (Visoka škola strukovnih studija za vaspitače i poslovne informatičare). W latach 2005-2016 pełniła funkcję jej dyrektora. Pracowała jako dziennikarka w agencjach informacyjnych i redaktor naczelna Telewizji „M” w Sremskiej Mitrovicy. Jest redaktorką naczelną czasopisma o nauce, kulturze i sztuce „Sunčani sat”.
Należy do Związku dziennikarzy serbskich i Stowarzyszenia literatów Wojwodiny.

## Twórczość
- Živa reč (zbiór wywiadów ze znanymi ludźmi) 2013[2]

tomiki poezji:
- Jutro zaspale srne 1994
- Goniči snova 1995
- Potpis sna 1997)
- Drugim rečima Prometej 2014
- Hounds Of Dreams - Goniči snova (w j. serbskim i angielskim) Sremska Mitrovica 2016
- W 2019 Wydawnictwo Ruthenus –Rafał Barski wydało jej tomik poezji September city w tłumaczeniu Olgi Lalić-Krowickiej[3][4].

Prace naukowe
- Autoreferencijalnost u poeziji Branka Miljkovića 2004
- Metodika razvoja govora 2006
- Medijska kultura 2007
- Dete i knjiga 2007
- Pesničkim stazama Dimitrija Mitrinovića 2009
- Metodika razvoja govora, izmenjeno izdanje 2012
- Bajkovit svet detinjstva 2010
- Poetika vedre melanoholije 2018